# Alexei Bell
Artikeln följer den spanska namnseden; faderns efternamn är Bell och moderns efternamn Quintero.
Alexei Bell Quintero (förnamnet ibland stavat Alexeis), född den 2 oktober 1983 i El Caney, är en kubansk basebollspelare som tog silver för Kuba vid olympiska sommarspelen 2008 i Peking.
Bell representerade även Kuba vid World Baseball Classic 2013. Han spelade fem matcher och hade ett slaggenomsnitt på 0,308, en homerun och tre RBI:s (inslagna poäng).
I januari 2016 rapporterades det att Bell hade lämnat Kuba, där han spelat 13 säsonger i Serie Nacional de Béisbol med ett slaggenomsnitt på 0,319, 138 homeruns och 632 RBI:s på 659 matcher, för att försöka få ett kontrakt med en klubb i Major League Baseball (MLB). I februari visade han upp sig för representanter för 13 MLB-klubbar i Mexiko. Efter att ha spelat några matcher i Liga Mexicana de Béisbol i början av 2016 skrev han i juli på ett minor league-kontrakt med Texas Rangers i MLB. Han nådde dock inte högre än Rangers AA-klubb.